# Chimzawod (obwód wołogodzki)
Chimzawod (ros. Химзавод) – osiedle w Rosji, w rejonie wielikoustidzkim obwodu wołogodzkiego. W 2010 r. liczyło 13 mieszkańców.